# SIAH1
SIAH1 (англ. Siah E3 ubiquitin protein ligase 1) – білок, який кодується однойменним геном, розташованим у людей на короткому плечі 16-ї хромосоми. Довжина поліпептидного ланцюга білка становить 282 амінокислот, а молекулярна маса — 31 123.
| 10         |  | 20         |  | 30         |  | 40         |  | 50         |
| ---------- |  | ---------- |  | ---------- |  | ---------- |  | ---------- |
| MSRQTATALP |  | TGTSKCPPSQ |  | RVPALTGTTA |  | SNNDLASLFE |  | CPVCFDYVLP |
| PILQCQSGHL |  | VCSNCRPKLT |  | CCPTCRGPLG |  | SIRNLAMEKV |  | ANSVLFPCKY |
| ASSGCEITLP |  | HTEKADHEEL |  | CEFRPYSCPC |  | PGASCKWQGS |  | LDAVMPHLMH |
| QHKSITTLQG |  | EDIVFLATDI |  | NLPGAVDWVM |  | MQSCFGFHFM |  | LVLEKQEKYD |
| GHQQFFAIVQ |  | LIGTRKQAEN |  | FAYRLELNGH |  | RRRLTWEATP |  | RSIHEGIATA |
| IMNSDCLVFD |  | TSIAQLFAEN |  | GNLGINVTIS |  | MC         |  |            |

A: Аланін

C: Цистеїн

D: Аспарагінова кислота

E: Глутамінова кислота

F: Фенілаланін

G: Гліцин

H: Гістидин

I: Ізолейцин

K: Лізин

L: Лейцин

M: Метіонін

N: Аспарагін

P: Пролін

Q: Глутамін

R: Аргінін

S: Серин

T: Треонін

V: Валін

W: Триптофан

Кодований геном білок за функціями належить до трансфераз, білків розвитку, фосфопротеїнів. 
Задіяний у таких біологічних процесах, як апоптоз, клітинний цикл, убіквітинування білків, диференціація клітин, сперматогенез, альтернативний сплайсинг. 
Білок має сайт для зв'язування з іонами металів, іоном цинку. 
Локалізований у цитоплазмі, ядрі.